# Microanàlisi
En química analítica la microanàlisi es practica amb petitíssimes quantitats de substàncies i reactius amb l'ajuda d'aparells especials i possibilita la determinació i quantificació dels elements químics presents en pràcticament qualsevol material. Per això compta amb les tècniques d'anàlisi elemental per combustió, l'espectrometria d'emissió atòmica mitjançant plasma ICP i l'electroforesi capil·lar.

## Funcions i característiques
L'espectrometria atòmica d'emissió mitjançant plasma ICP permet la determinació multielemental de més de 70 elements en compostos orgànics i inorgànics. Un plasma és un gas intensament ionitzat. El plasma d'argó està constituït per un conjunt d'electrons i ions argó a alta temperatura. El plasma és mantingut mitjançant l'energia que subministra un camp magnètic oscil·lant. El camp força els electrons i ions a girar a gran velocitat, canviant les seves direccions en cada cicle 54 milions de vegades per segon; d'aquesta manera, la temperatura d'un plasma arriba als 11.000 K. La mostra, en dissolució és aspirada mitjançant un nebulitzador a través d'un capil·lar, passant a una càmera de polvorització, on és convertida en un fi aerosol. Un corrent d'argó transporta aquest aerosol a la torxa del plasma, on, sotmès a una temperatura al voltant dels 6000 K, és dissociat en àtoms lliures i ions, que emeten llum de longituds d'ona característiques dels elements presents. La llum emesa és difractada per mitjà d'un monocromador, quedant separada en diferents feixos d'una sola longitud d'ona. Aquests arriben seqüencialment a un tub fotomultiplicador, encarregat de convertir els fotons en un senyal elèctric, que és mesurat i registrat.

## Tècniques basades en el microanàlisi
- L'electroforesi capil·lar, és una tècnica basada en la migració d'espècies carregades i presents en una dissolució, per la influència d'un camp elèctric. En l'electroforesi capil·lar, la mostra és injectada en un capil·lar de sílice fosa mitjançant pressió, buit o corrent elèctric. Sota la influència d'alt voltatge, els components de la mostra migren de manera diferencial a través d'un capil·lar. Per a la detecció i quantificació dels diferents compostos present a la mostra, l'equip es pot configurar amb una matriu de fotodíodes de múltiples longituds d'ona, ultraviolada - visible, o amb un detector de fluorescència induïda per làser. L'electroforesi capil·lar ofereix l'avantatge de tenir un consum de mostra molt baix, amb relació a altres tècniques analítiques (de 5 a 30 microlitres) sent habitualment el volum d'injecció efectiu d'entre 5 i 50 nanolitres.
- L'anàlisi elemental: és una tècnica que proporciona el contingut total de carboni, hidrogen, nitrogen i sofre present en un ampli rang de mostres de naturalesa orgànica i inorgànica. La tècnica està basada en la completa i instantània oxidació de la mostra mitjançant una combustió amb oxigen pur a una temperatura variable entre 100 i 1000 °C. Els diferents productes de combustió CO₂, H₂O, N₂ i SO₂, són posteriorment quantificats mitjançant un sensor de conductivitat tèrmica (H₂O, N₂ i SO₂), mentre que el CO₂ es quantifica amb una cel·la d'infraroig.